# Ба-Или
Ба-Или (фр. Ba-Ili) — город и супрефектура в Чаде, расположенный на территории региона Шари-Багирми. Входит в состав департамента Луг-Шари.

## Географическое положение
Город находится в юго-западной части Чада, на левом берегу реки Шари, на высоте 299 метров над уровнем моря.
Населённый пункт расположен на расстоянии приблизительно 225 километров к юго-востоку от столицы страны Нджамены.

## Население
По данным официальной переписи 2009 года численность населения Ба-Или составляла 45 242 человека (22 126 мужчин и 23 116 женщин). Население супрефектуры по возрастному диапазону распределилось следующим образом: 51,5 % — жители младше 15 лет, 44,5 % — между 15 и 59 годами и 4 % — в возрасте 60 лет и старше.

## Транспорт
В окрестностях города расположен небольшой одноимённый аэропорт.